# 山中泉
山中 泉（やまなか せん、1958年8月7日 - ）は、会社経営者、著述家、政治家。参政党所属の参議院議員（1期）。

## 経歴
1958年、青森県生まれ。1980年、青森県立青森高等学校卒業後に渡米し、イリノイ大学ジャーナリズム科を卒業。ニューヨーク野村證券勤務後に起業。
2022年現在、東京都に在住し、都内と米国でコンサルティング会社を経営。日本メーカーの北米代表も務める。国際武道空手連合三浦道場師範代として空手を指導。生活者・納税者としての視点から、日本のメディアでは報道されない米国の社会をSNSで発信。
2024年10月、第50回衆議院議員総選挙に参政党公認で比例東北ブロックから立候補したが、比例東北ブロックで参政党は議席を確保できず落選した。
2025年7月の第27回参議院議員通常選挙に、参政党公認で比例区から立候補し、党が比例区で7議席を確保する中で28,234票を獲得して名簿順位6位となり当選。

## 活動
2024年1月14日、都内で開催された「世界保健機関（WHO）とパンデミック条約に反対するデモ」に参加した。山中は街宣で演説し、「パンデミック条約やLGBT理解増進法は、アメリカからの外圧によるものだ」と批判した。

## 著作
- 『アメリカと共に沈む日本　～このままでは日本は道連れ！』ビジネス社 2024
- 『アメリカの崩壊 : 分断の進行でこれから何が起きるのか』方丈社 2022
- 『「アメリカ」の終わり : "忘れられたアメリカ人"のこころの声を聞け』方丈社 2021

## 選挙歴
| 当落 | 選挙                     | 執行日         | 年齢 | 選挙区           | 政党   | 得票数    | 得票率 | 定数 | 得票順位 /候補者数 | 政党内比例順位 /政党当選者数 |
| ---- | ------------------------ | -------------- | ---- | ---------------- | ------ | --------- | ------ | ---- | ------------------ | ---------------------------- |
| 落   | 第50回衆議院議員総選挙   | 2024年10月27日 | 66   | 比例東北ブロック | 参政党 | ーー票    | ーー   | 12   | /                  | 1/0                          |
| 当   | 第27回参議院議員通常選挙 | 2025年07月20日 | 66   | 参議院比例区     | 参政党 | 2万8234票 | ーー   | 50   | 7/12               | 6/7                          |